# Basílica de Nuestra Señora de la Inmaculada Concepción (Boulogne-sur-Mer)
La basílica de Nuestra Señora de la Inmaculada Concepción de Boulogne-sur-Mer (en francés: basilique Notre-Dame-de-l'Immaculée-Conception) es una gran iglesia del siglo XIX de Francia, situada en el recinto de las murallas de la antigua ciudad de Boulogne-sur-Mer, en el departamento de Pas-de-Calais. Fue clasificada como monumento histórico de Francia en 1982.
La ciudad había sido la sede de una antigua diócesis, de la que esta iglesia era la catedral, cabeza de la diócesis de Boulogne-sur-Mer que existió entre 1566 y 1801 (año en el que fue disuelta para ser integrada toda en la diócesis de Arras). La diócesis de Boulogne correspondía a un territorio que se extendía hasta Étaples, Montreuil, Hesdin, Saint-Pol-sur-Ternoise y Calais.
La basílica, un emblema de la ciudad, con su cúpula de 101 metros de alto, se construyó entre 1827 y 1875 en el sitio de la antigua catedral medieval de Boulogne: la basílica todavía se conoce localmente como la «catedral», aunque la actual iglesia nunca ha tenido ese estatus. La iglesia reposa sobre una de las criptas más grandes de Francia, que le sirve de cimiento y donde es posible visitar la parte de la cripta del siglo XII redescubierta durante los trabajos de reconstrucción. Se conserva en ella un tesoro de arte sacro, siendo el objeto más notable un relicario de la Santa Sangre, ofrecido en 1308 por Felipe el Hermoso.

## Historia del emplazamiento

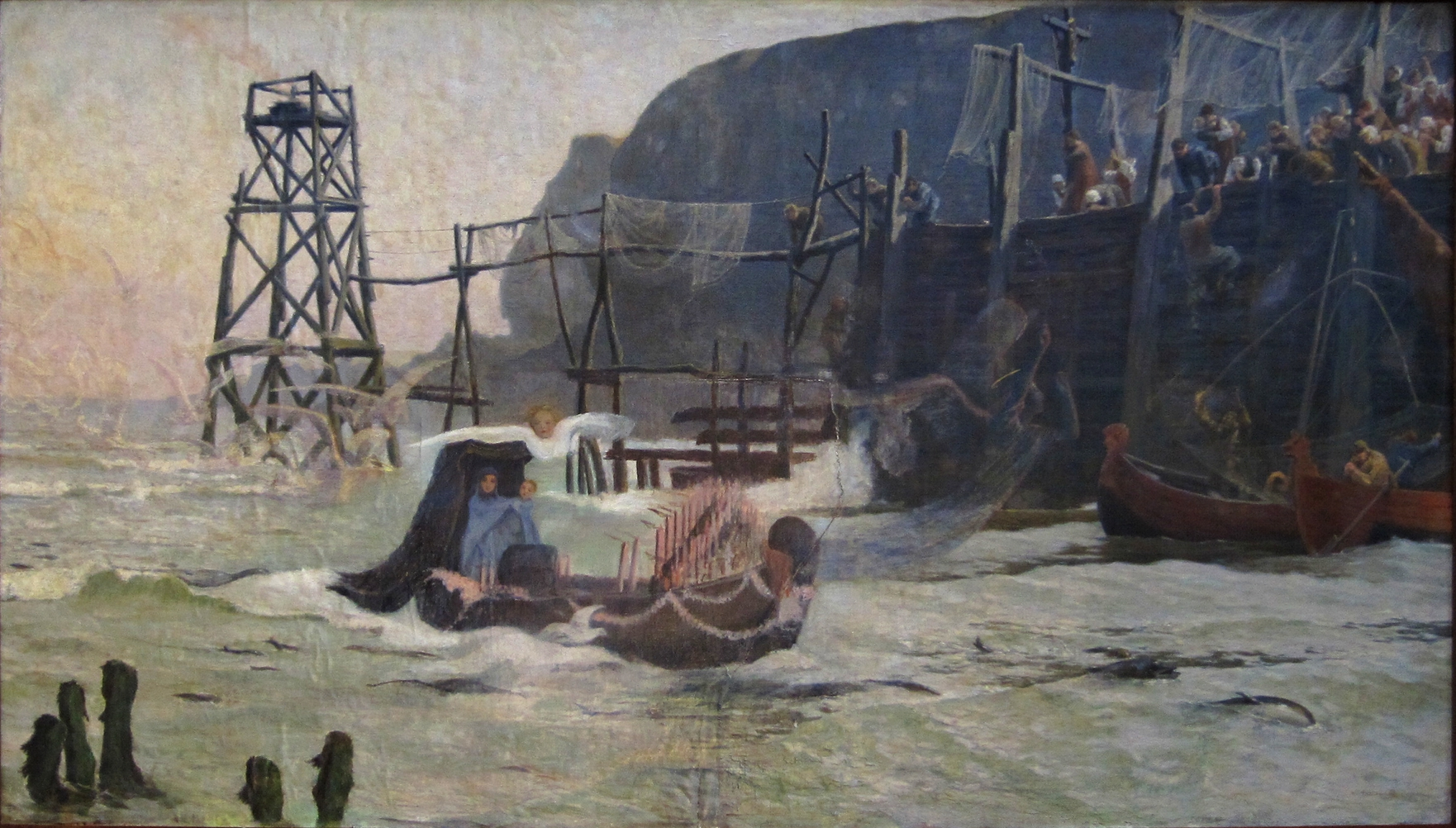
La vierge miraculeuse de Boulogne, obra de Francis Tattegrain (1852-1915), recreación de la llegada de la estatua de la Virgen conservada en la basílica.

El lugar de la moderna Boulogne fue ocupado por los romanos y fue utilizado por el emperador Claudio como base para la conquista romana de Britania. En el siglo IV, la ciudad, conocida como Bononia, era un puerto importante del Imperio romano.
El primer edificio cristiano en el sitio fue construido probablemente por los romanos durante el siglo IV o V, en la cima de la colina que forma la moderna haute ville.
De acuerdo con la leyenda, alrededor de 633, mientras que San Audomare (San Omer) era obispo de Thérouanne, una embarcación sin tripulación que llevaba una estatua luminosa de la Virgen María fue avistada en el estuario en Boulogne. La estatua fue llevada a un primer santuario construido en la época en la ciudad alta y pronto se informó de milagros en el sitio. Fue sustituido en 1100 por una abadía construida por Ide de Lorraine, esposa de Eustace II, conde de Boulogne, y madre de Godofredo de Bouillón. Entre el siglo XIII y XVI, la estatua, conocida como Notre-Dame de la Mer ('Nuestra Señora del Mar') convirtió a Boulogne en un gran centro de peregrinación llevando prosperidad a la ciudad. Su atracción se extendió tanto que recibió a los reyes de Francia e Inglaterra, que la fueron a venerar. La abadía, gracias a la afluencia de peregrinos, obtuvo una gran cantidad de dones que hicieron de la Iglesia de San Ide un prestigioso edificio. En los siglos XIII y XIV, la iglesia estaba acondicionada en un estilo gótico y en los siglos siguientes fue sometida a numerosos cambios, como la adición de un coro en el siglo XIV. En 1308 fue el lugar de la boda de Eduardo II de Inglaterra con Isabel de Francia, un evento conmemorado por un memorial en el cripta.

## Catedral de Boulogne

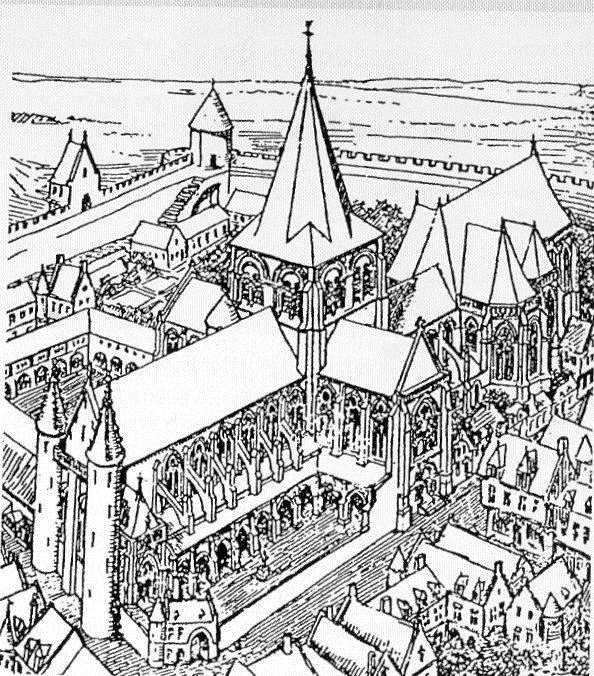
Dibujo de la antigua catedral gótica hacia 1570, por Camille Enlart.

Saqueda por vez primera durante el asedio inglés (1544-1550), en 1567, tras la creación de la Diócesis de Boulogne, la iglesia fue elevada a catedral. Volvió a ser saqueada durante los disturbios de la Liga y luego floreció hasta la Revolución Francesa, cuando la Constitución Civil del Clero de 1790 la puso bajo el control del gobierno. La adoración en la catedral fue prohibida: el convento de las Anunciatas (Orden de la Anunciación de la Virgen María) se convirtió en el centro de adoración en Boulogne, y después de un período como almacén militar, la catedral fue vendida a comerciantes de fuera de la ciudad. El edificio fue entonces demolido en etapas, y, en 1793, se quemó la célebre estatua milagrosa de Nuestra Señora del Mar. Sólo una pequeña parte de la mano de la estatua sobrevivió.
De la catedral original, sólo se conserva la impresionante cripta románica del edificio medieval.

## Reconstrucción de la iglesia

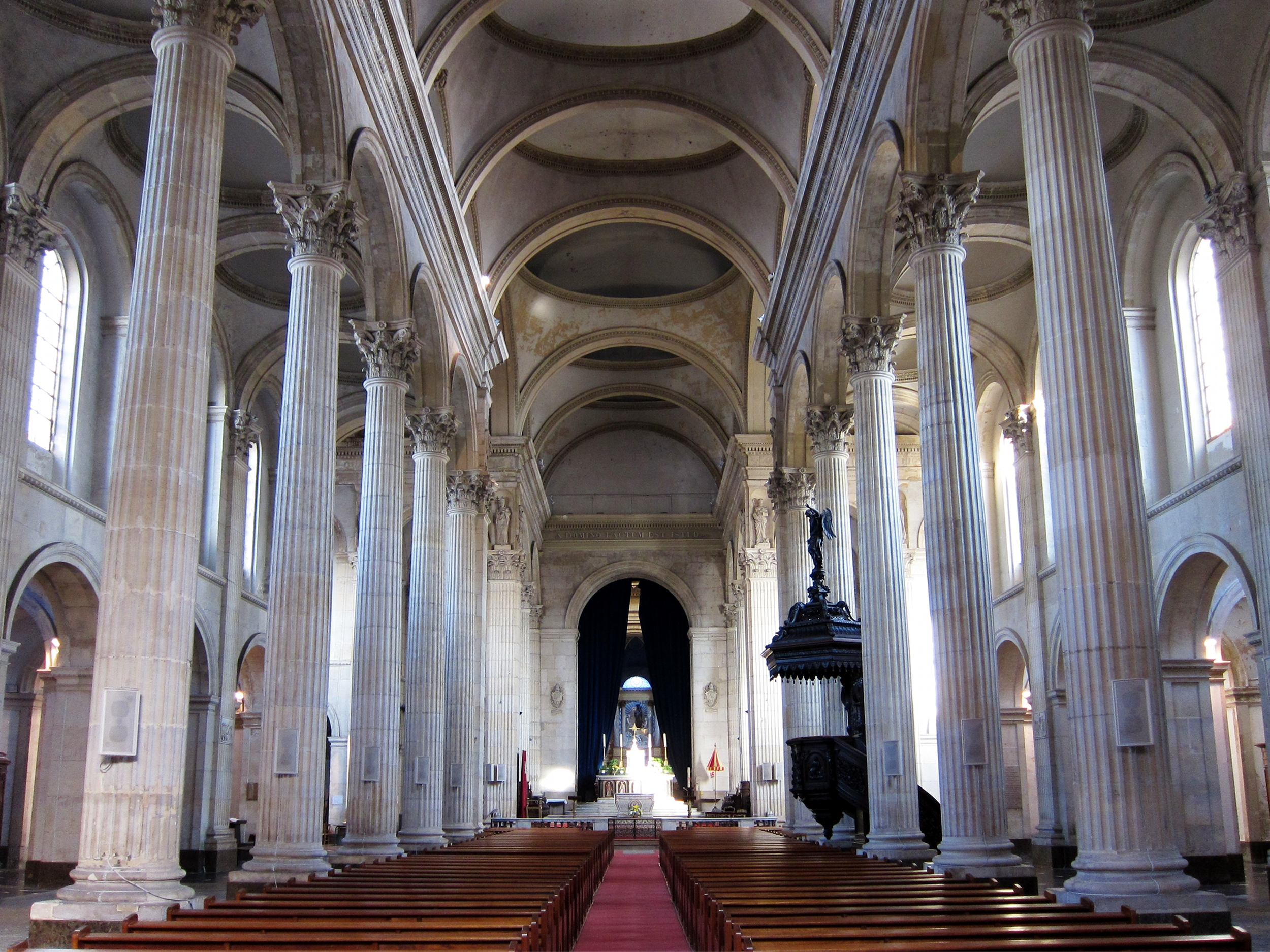
Interior de la nave

Bajo el Concordato de 1801, que restauró una reformada estructura diocesana en Francia, la diócesis de Boulogne dejó de existir. Su antiguo territorio fue incorporado a la ampliada diócesis de Arras.
Un sacerdote local y arquitecto autodidacta, Benoit Haffreingue, se comprometió a reconstruir la catedral destruida para restaurar el honor de Nuestra Señora del Mar y devolver la sede episcopal a la ciudad. Después de una vigorosa campaña fue capaz de obtener el apoyo de muchas personas influyentes, incluidos Victor Hugo y François-René de Chateaubriand, y pronto tuvo un considerable respaldo público. Adquirió las ruinas en 1820, dieñando él mismo los planos y dirigiendo las obras.
La construcción de su diseño comenzó en 1827 con la construcción de la rotonda y continuó durante casi cincuenta años. La cúpula que domina la ciudad se terminó en 1854 y sus torres occidentales se terminaron en la década de 1870. Sin embargo, a pesar del apoyo que la campaña de Haffreingue reunió, la sede del obispo nunca regresó a Bolonia y el edificio por lo tanto nunca recuperó su estatus como catedral. En 1879 la iglesia reconstruida fue declarada basílica menor.
En marzo de 1885, el papa León XIII autorizó la coronación solemne de Nuestra Señora de Boulogne. La celebración de la fiesta se llevó a cabo el siguiente domingo, 23 de agosto, bajo la presidencia de monseñor Di Rende, nuncio apostólico. Doce arzobispos y obispos, invitados por monseñor Dennel, obispo de Arras, asistieron a esta impresionante ceremonia. La fecha fue elegida porque coincidió con el centenario del nacimiento de monseñor Benoît-Agathon Haffreingue.

La corona, que tiene la forma de las coronas murales, en memoria de la que Godofredo de Bouillon habría hecho homenaje a la virgen de su país natal, después de la captura de Jerusalén, es de oro puro enriquecido de pedrerias numerosas y variadas. Su torres, que son relicarios, contienen reliquias de la Tierra Santa.
La couronne, qui est de la forme des couronnes murales, en souvenir de celle dont Godefroi de Bouillon a fait hommage à la vierge de son pays natal, après la prise de Jérusalem , est en or pur enrichi de pierreries nombreuses et variées. Ses tours, qui sont des reliquaires, renferment des reliques de la Terre-Sainte .

## El edificio

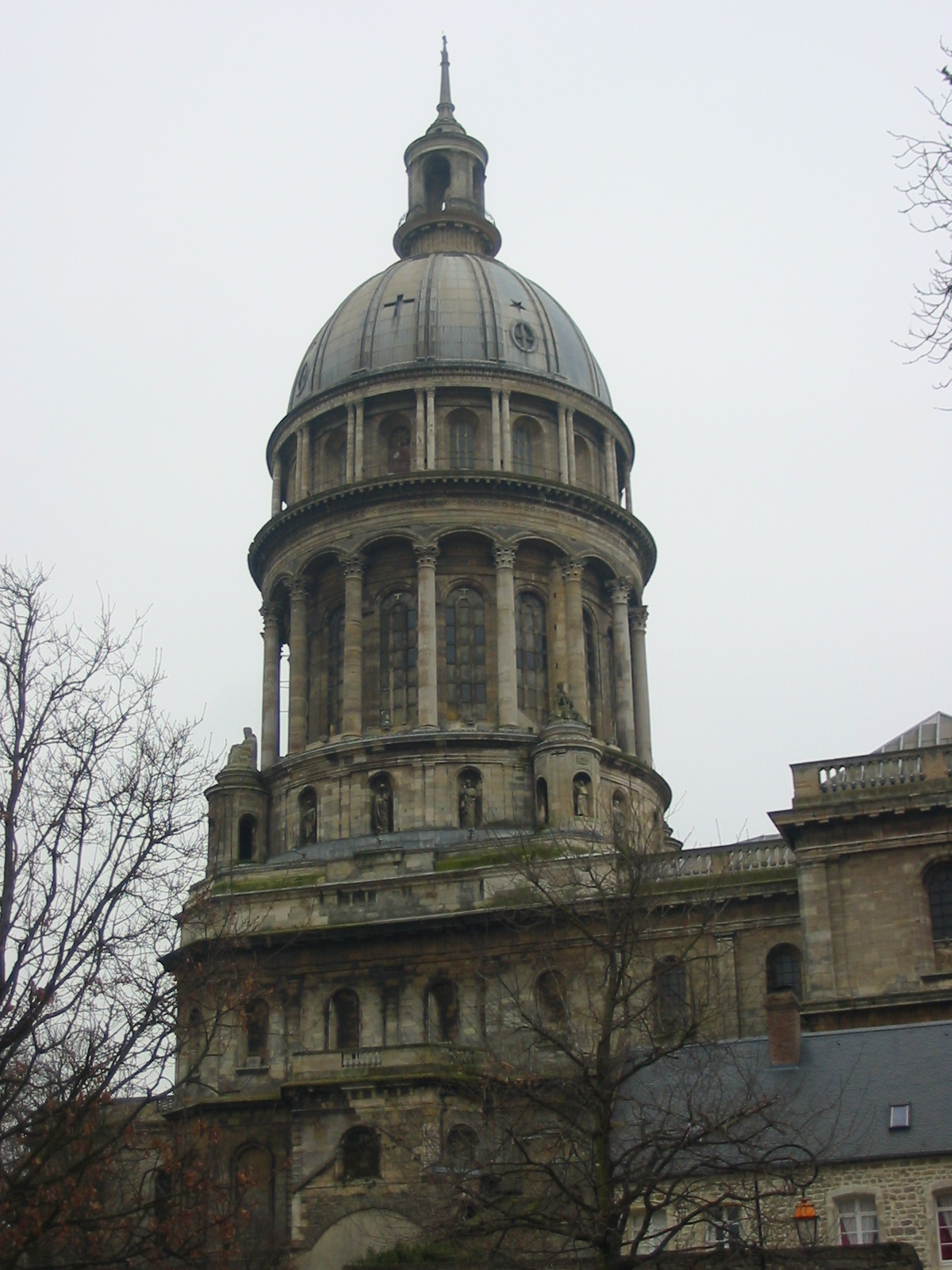
La torre y la cúpula

La estética del nuevo edificio tiene su origen en el estilo neoclásico, inspirado tanto en los estilos clásico y renacentista y tiene muchas similitudes con la catedral de San Pablo de Londres. El área bajo la cúpula fue inicialmente diseñada para formar la iglesia completa, pero más financiación adicional permitió que se extendieran la nave central y el transepto hasta formar una cruz latina. Esto le dio a la construcción acabada una apariencia interna inusual de estar formada por dos iglesias diferentes.
La alta nave está dominada por sus hileras de delgadas columnas corintias, con características inusuales dispersas por toda ella. La falta de formación profesional de Haffreingue lamentablemente dio al edificio un fragilidad inherente que llevó al colapso de los arcos de la nave en 1921. Durante su reconstrucción todo el edificio fue reforzado con hormigón, lo que sin duda le permitió sobrevivir a los bombardeos recibidos por la ciudad durante la II Guerra Mundial.

### La cripta
Cuando Haffreingue comenzó a trabajar en la nueva iglesia en 1827, los obreros descubrieron una cripta que había permanecido desconocida durante siglos. Según algunas fuentes, habría sido rellenada en 1544 durante el asedio de Boulogne por Enrique VIII de Inglaterra. La cripta tiene 128 m de largo en total —se cree que es la más larga de Francia— y 42 m de anchura.
Con mampostería del siglo XIX que acompaña a la obra medieval original, las muchas salas de la cripta también incluyen los cimientos de un templo romano dedicado a Marte del siglo III, una sala románica con columnas del siglo XI y elementos góticos de los siglos XII al XIV. Balas de cañón del asedio de 1544 se encuentran junto a las muchas criptas ofrecidas por los peregrinos.
El sitio medieval incluye una capilla en la que el cuerpo de José de San Martín, el libertador de América del Sur, descansó tras su muerte en 1850 y su posterior traslado en 1861 y su definitivo regreso a Buenos Aires en 1880.

### Obras de arte

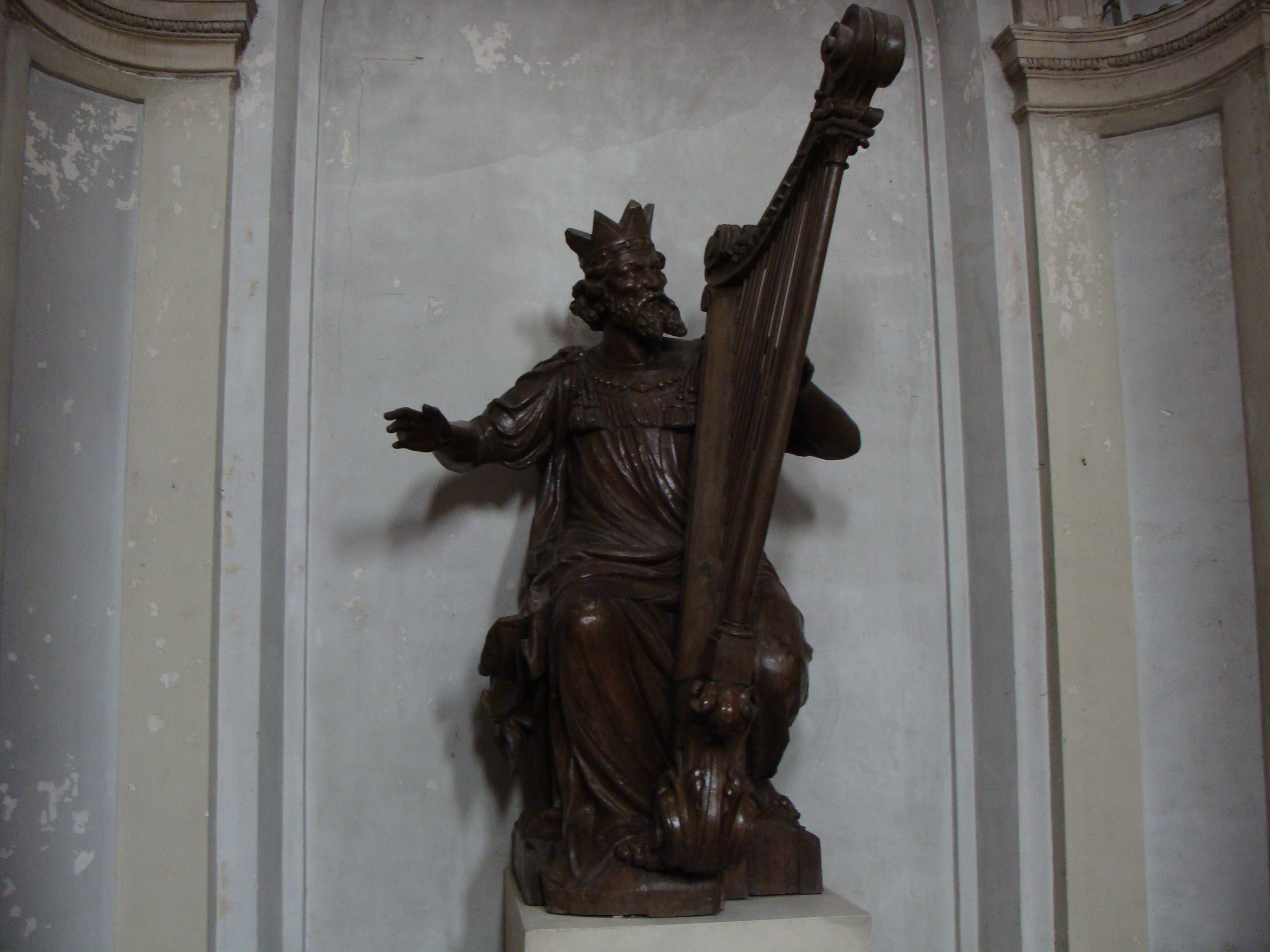
Estatua del rey David del ebanista de Lille Edouard Buisine realizada en 1895

- Cuatro gárgolas del antiguo templo romano construido al dios Marte en la cripta.
- Galería de esculturas de los siglos XII y XIII.
- Un monumento conmemorativo del matrimonio en Boulogne-sur-mer en 1308 de Isabel de Francia con Eduardo II de Inglaterra.
- en 1850 el general José de San Martín libertador de Chile, Argentina y Perú murió en Boulogne; en una capilla de la cripta descansó su cuerpo antes de ser trasladado en 1861 y devueltos a Argentina finalmente en 1880 donde reposan en la Catedral Metropolitana de Buenos Aires. En la capilla se encuentra un busto del prócer, obra del escultor Juan Carlos Ferraro.[6]
- Estatua del rey David del ebanista Lille Edouard Buisine realizada en 1895 durante la sustitución del órgano existente por el hecho por Merklin-Schütze. A los ocho juegos primitivos, Joseph Merklin añadió 27 más, repartidos en tres teclados manuales y un pedalero de 7 juegos. La estatua del rey David adornaba la parte superior del órgano hasta 1944 cuando un obus lo destruyó.

## Puntos de interés en la basílica
- Oratorio de Notre-Dame
- La capilla del ábside de la Virgen
- la Cúpula y las cinco capillas absidales, los frescos que representan la vida de la Virgen
- El coro y el altar mayor ofrecido por príncipes Torlonia
- el transepto del brazo oeste, el altar del Sacré-Cœur y en el brazo este le bureau de acogida de la catedral.
- La capilla del Santo Sacramento.
- Los órganos Schwenkedel-Aubertin-Gaillard de 1975/1992 con 3000 tubos 44 juegos de estética barroca alemana; organista titular: Didier Hennuyer.
- Le Martyre de saint Sébastien (1832), obra de Feron, fue ofrecida en 1840 por el rey Luis Felipe I de Francia en memoria de la buena acogida que recibió en Boulogne. Esta obra fue presentada en la exposición de 1838.

### Cronología
- 639: se habría descubierto en el estuario de La Liane una barquilla de madera con la Virgen María con el niño Jesús. Una capilla fue construida en la ciudad alta sobre el emplazamiento de un templo romano para recibir este descubrimiento.
- 1090: Santa Ide, madre de Godofredo de Bouillón edificó una primera iglesia de piedra y la cripta de estilo románico.
- siglos XII y XIV: se añadieron elementos góticos y un claustro.
- 1367: colapsó del campanario.
- 1378: reparación del portal.
- 1390: reparación de la flecha.
- julio de 1464: por letras patentes, el rey Luis XI (1423-1483) confirmó su protección real y su salavaguarda.[7]
- abril de 1478: Luis XI concedió a la Virgen venerada en este santuario la soberanía del condado Boulogne.[8]·[9]
- 1550: derrumbe de la capilla de Notre-Dame.
- 1566: creación de la diócesis de Boulogne-sur-Mer y la iglesia se convirtió en catedral;
- siglo XVI: las guerras con Inglaterra y las guerras religiosas degradaronn la catedral. La estatua fue escondida en un pozo.
- 1607: instalación de dos vitrales de Jean Meurin diseñados por Jean Lelleu.
- 1630: renovación de la catedral y recolocación de la estatua.
- 1666: regalo de un coro alto del rey Luis XIV debido al escultor Cavalier Bernin.
- 1771-1784: se construyeron 17 capillas de acuerdo a los planos de Giraud Sannier.
- 1793: los revolucionarios quemaron la reliquia. Dos fragmentos guardados antes de la destrucción se conservan ahora en dos relicarios.
- 10 de julio de 1798: la catedral fue vendida y arrasada.
- 1802: disolución de la diócesis de Boulogne-sur-Mer que se integró en la diócesis de Arras.
- 1803: la antigua capilla de las Hermanas de la Anunciación se abre de nuevo para albergar una nueva estatua de la La Vierge au bateau.
- 1820: monseñor Haffreingue compró las ruinas.
- 1 de mayo de 1827: Haffreingue puso la primera piedra.
- 1827-1857: Haffreingue reconstruyó el santuario, inspirándose en San Pedro de Roma y en la Catedral de San Pablo de Londres.
- 1829: edificación de la capilla y los muros de la cúpula.
- 1863: fin de la construcción de la cúpula.
- 24 de agosto de 1866: consagración de la nueva iglesia por monseñor Régnier, arzobispo de Cambrai .
- 1867: donación a la villa.
- 1879: el papa León XIII elevó la iglesia a la dignidad de basílica menor.
- 1869-1883: decoración de las capillas, frescos de Charles Soulacroix.
- 1884: Tímpano esculpido por Constant Laurent.
- 1885: coronación de una nueva estatua de roble de Notre-Dame de Boulogne por el nuncio apostólico monseñor de Rende.
- 1921: colapso de la bóveda que fue reconstruida con uso de hormigón armado en 1926.
- 1924: construcción de la capilla norte.
- 1930: construcción de la sacristía.
- 1938: celebración del Congreso Mariano Nacional en Boulogne-sur-Mer que acogió a más de 200 000 personas.

## Galería de imágenes

Vistas del exterior
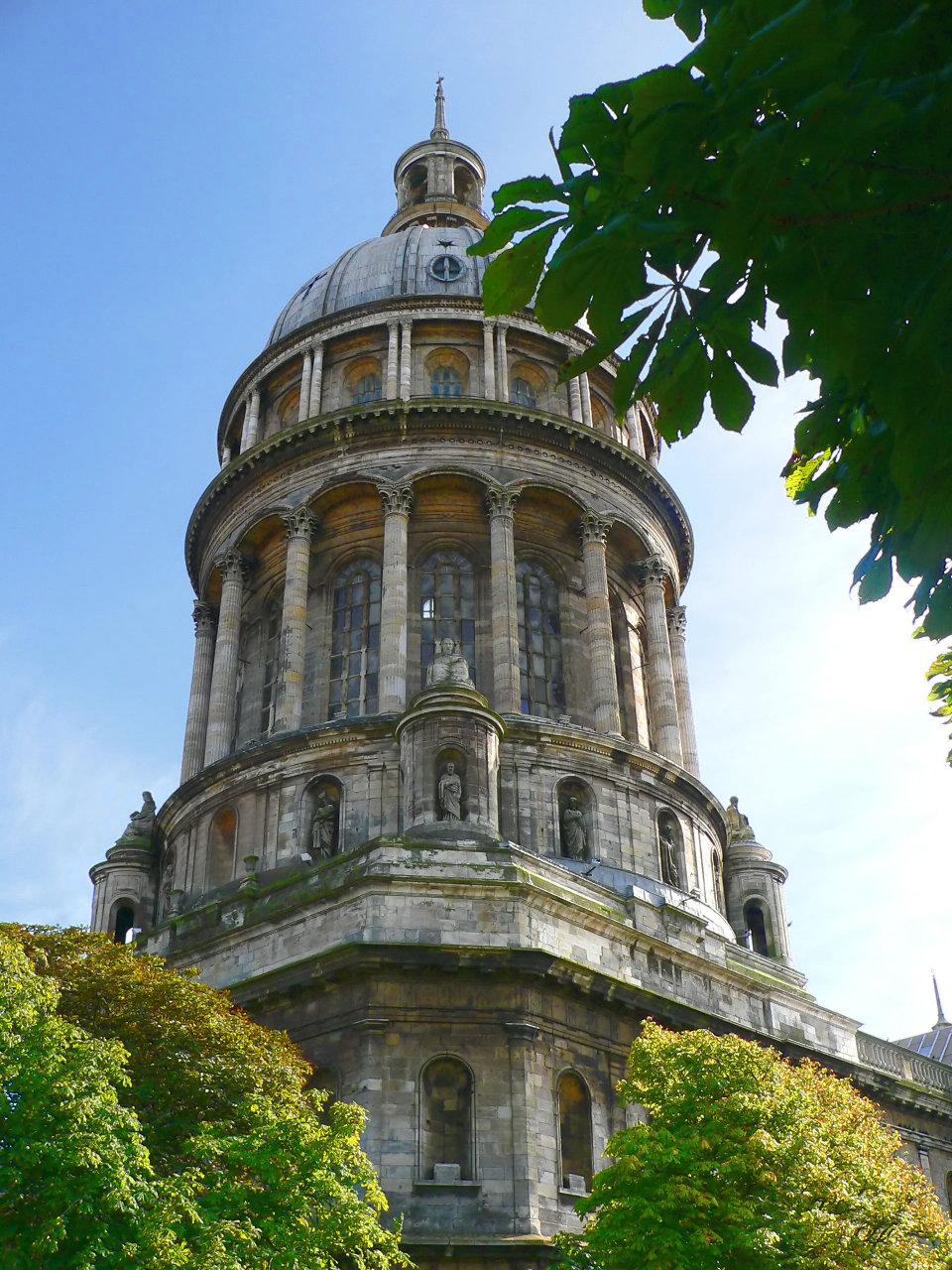
Recinto del obispado
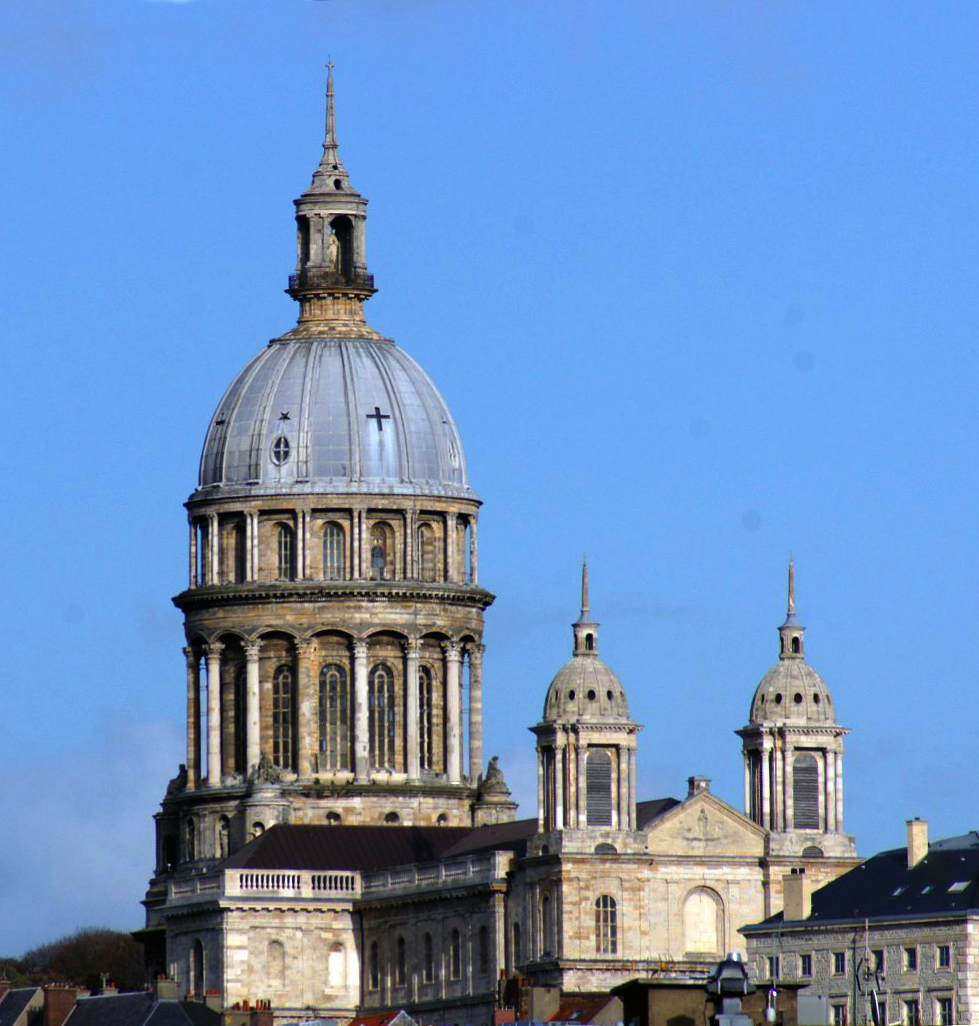
Vista lejana con la torres y la cúpula
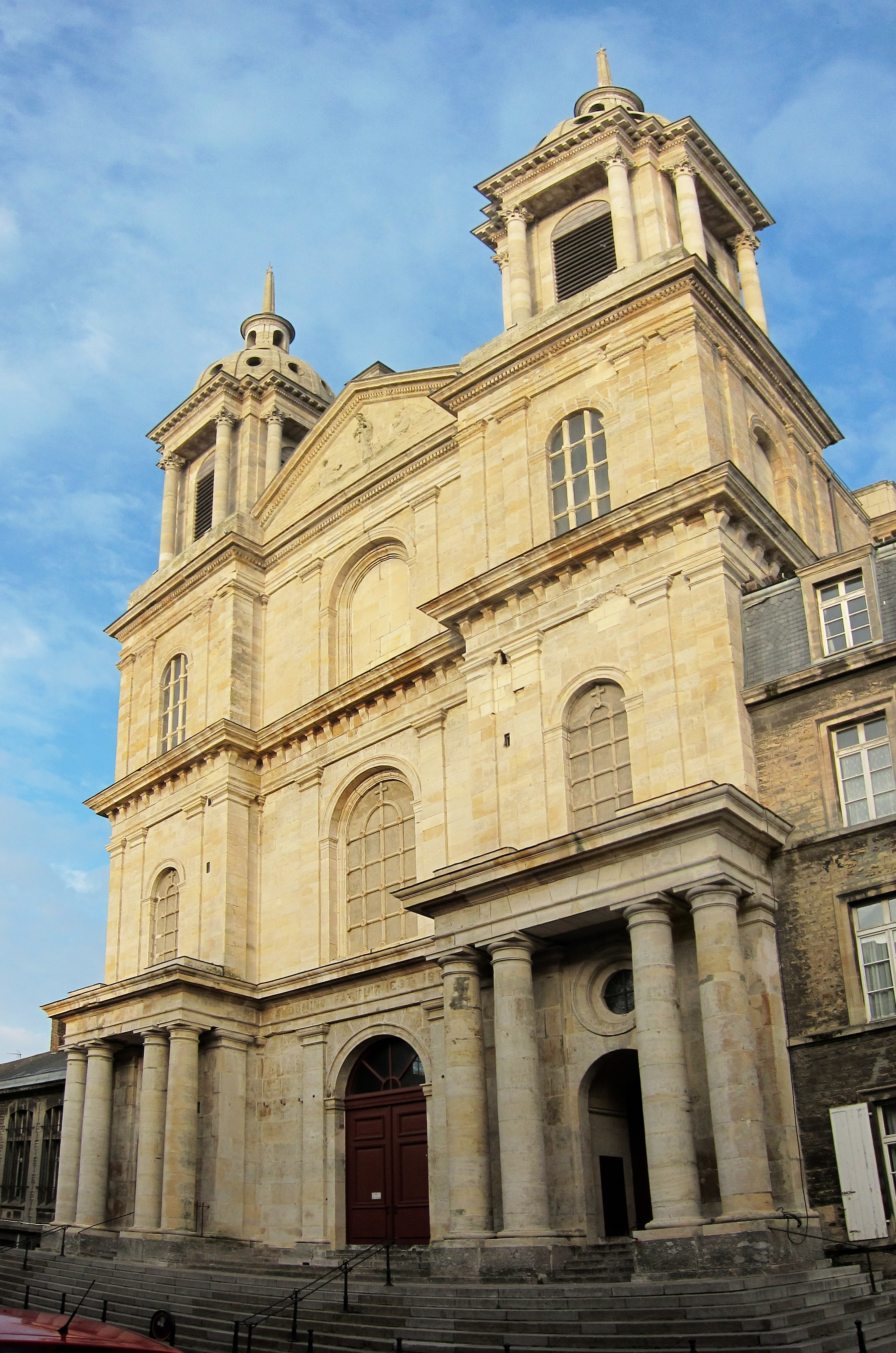
Escorzo de la fachada
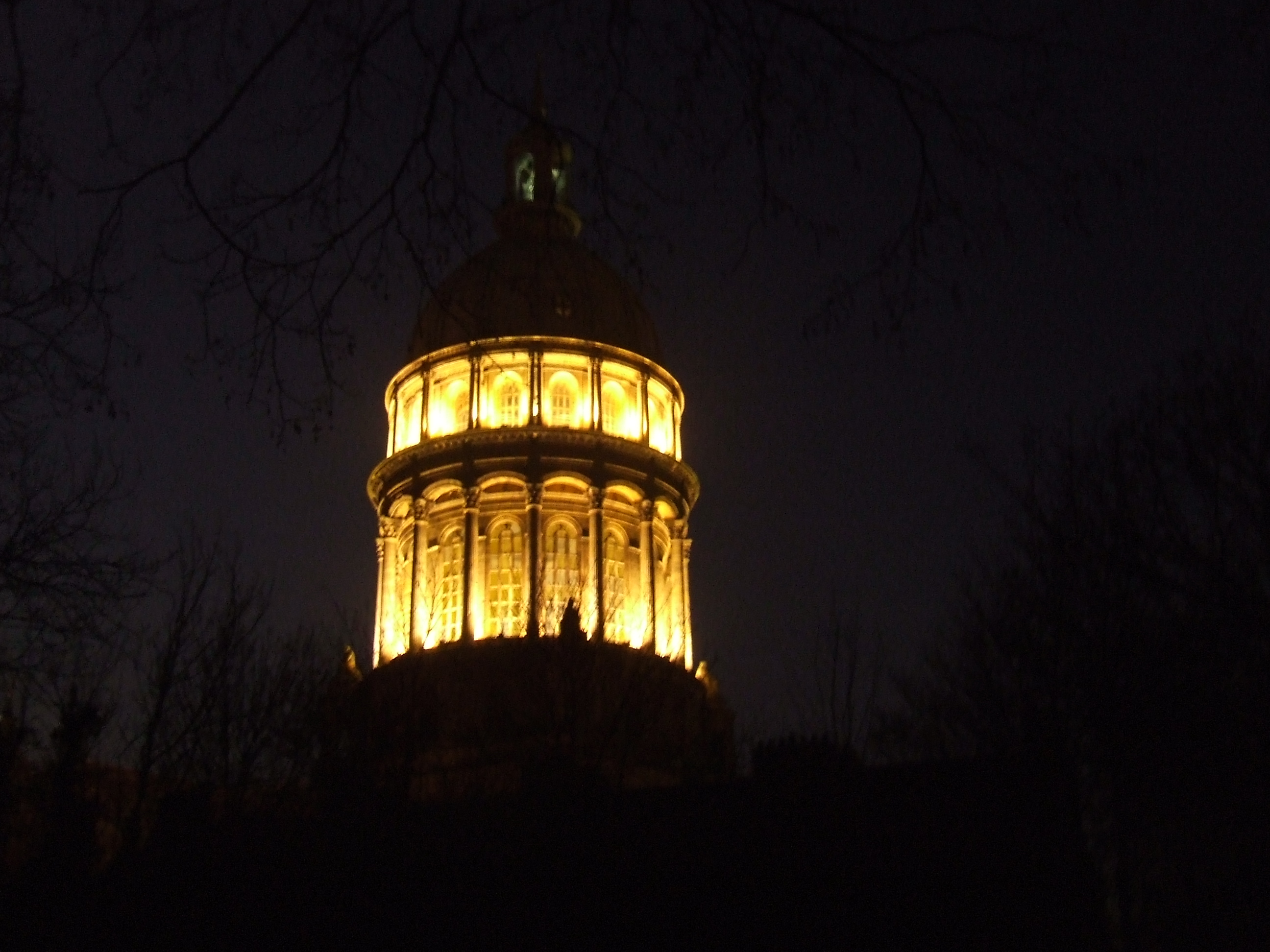

Vistas del interior
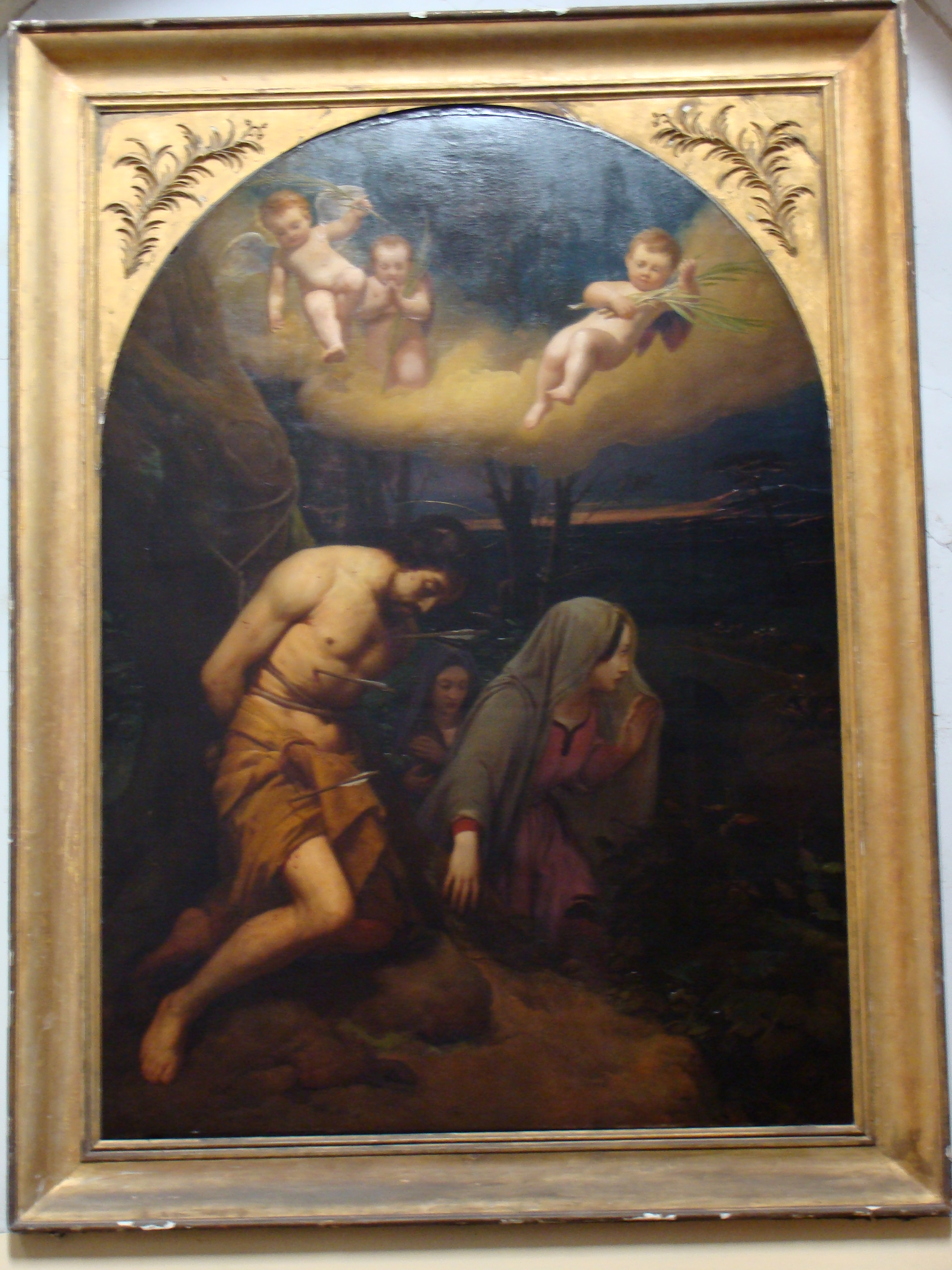
Le Martye de Saint-Sebastien, obra de Feron (1832)
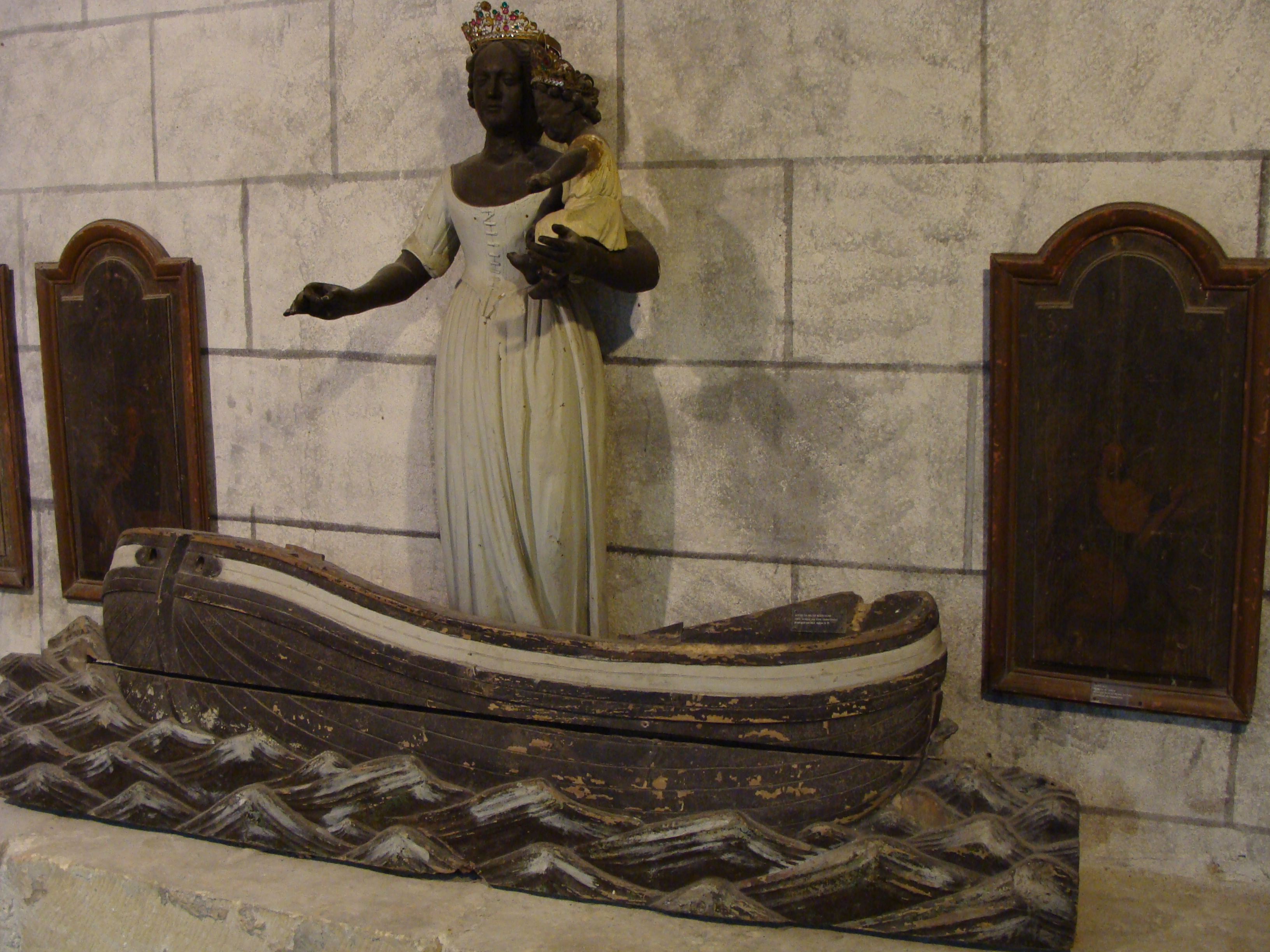
Notre-Dame de Boulogne-sur-mer
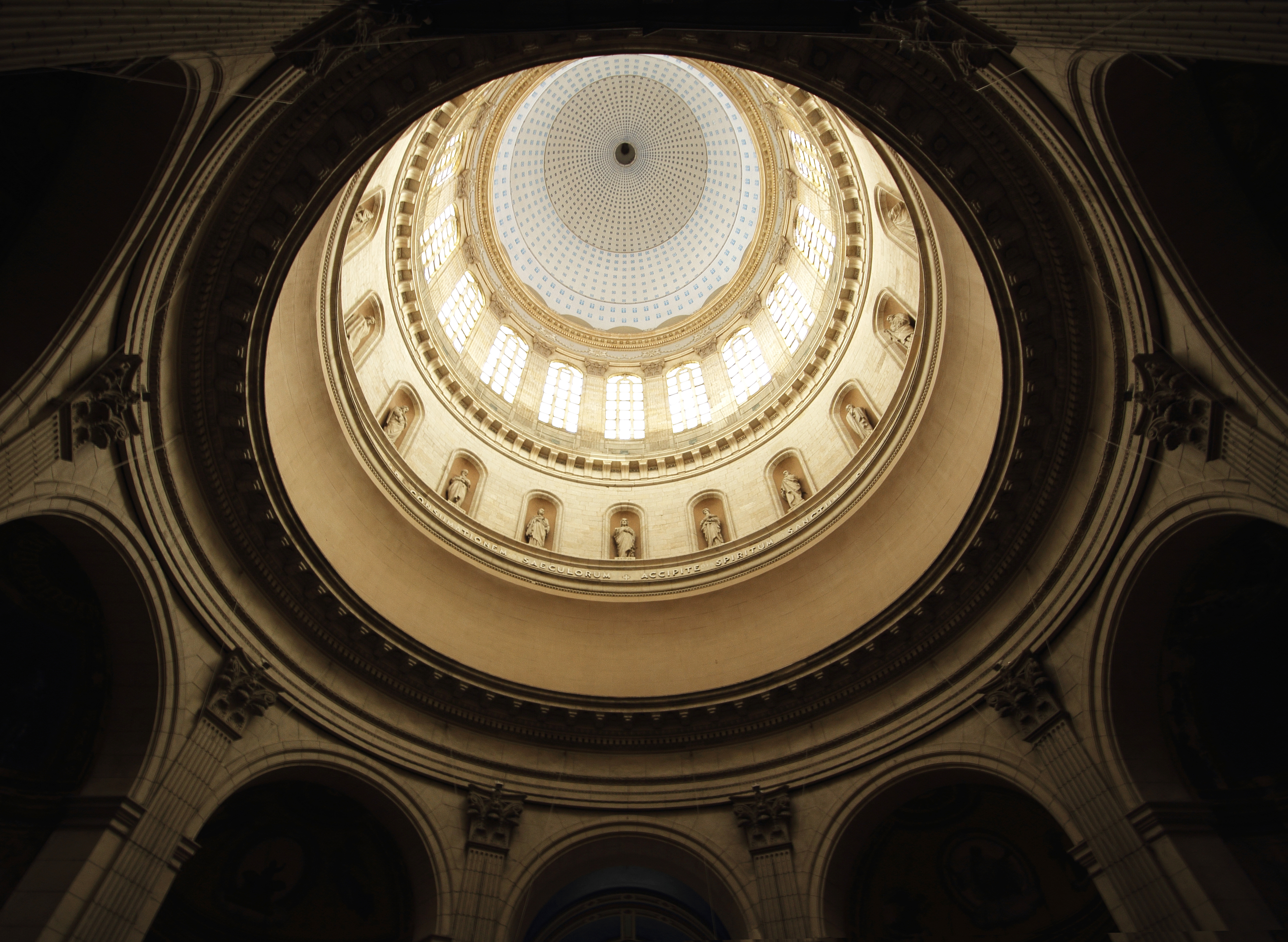
Interior de la cúpula
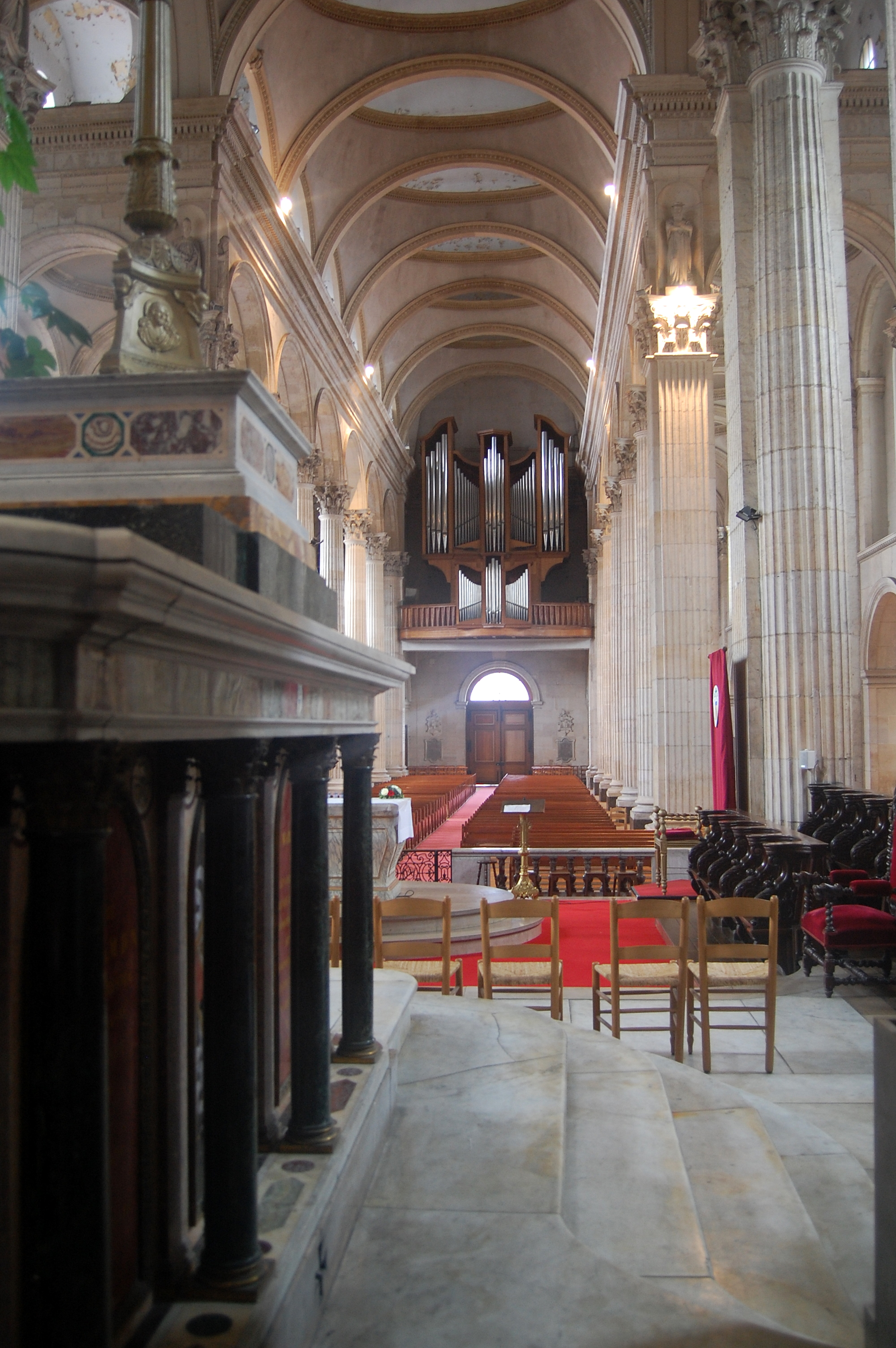
Vista del órgano
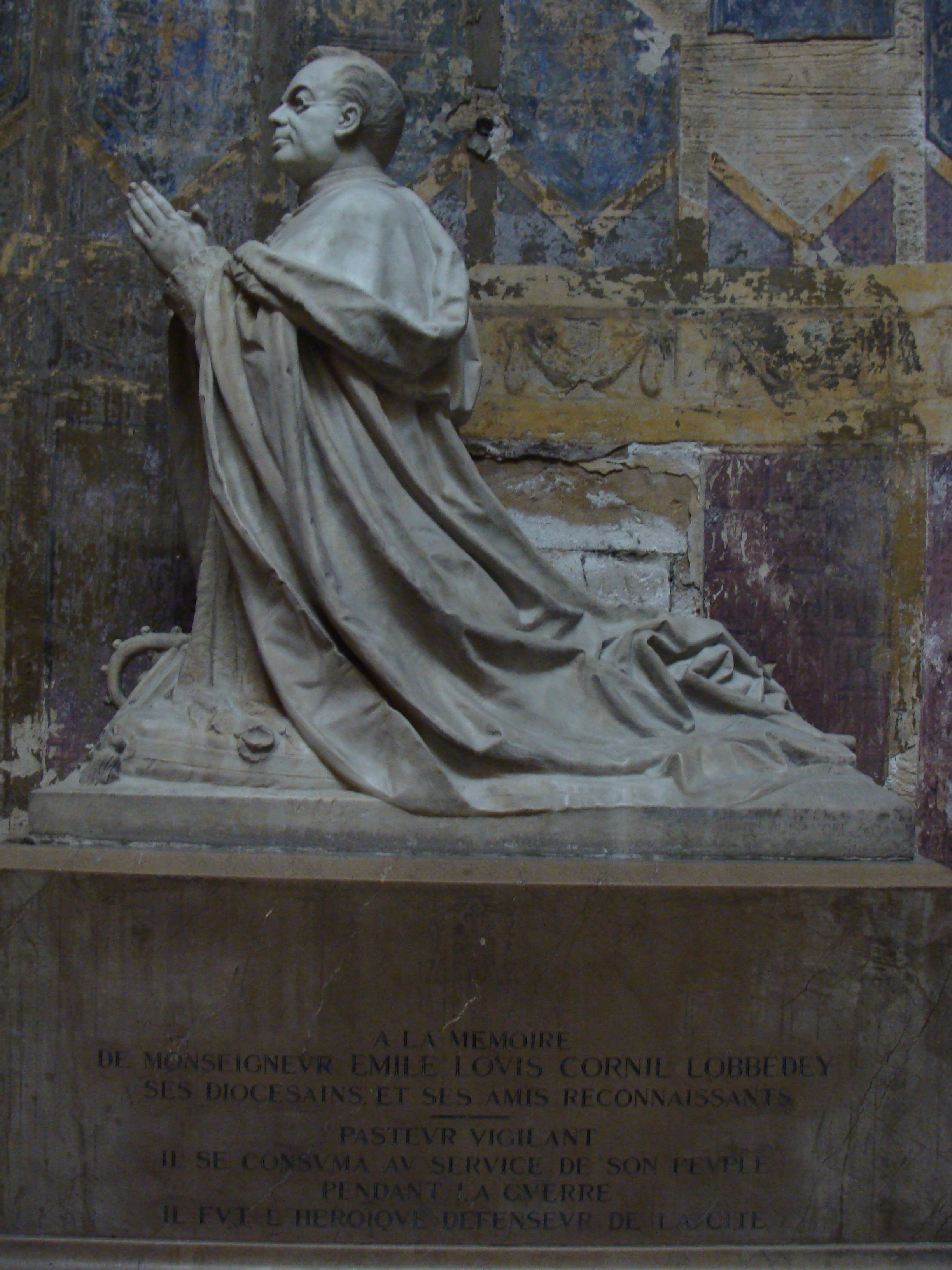
Emile-Louis-Cornil Lobbedey Escultura de Louis Noël